# Mustapha Nadour
Mustapha Nadour, född 12 mars 1960 i Marocko, är en svensk före detta friidrottare (långdistanslöpare). Han tävlade för Spårvägens FK.